# バスク語
バスク語（バスクご、euskara）は、スペインとフランスにまたがるバスク地方を中心に分布する孤立した言語で、おもにバスク人によって話されている。スペインのバスク州全域とナバラ州の一部ではスペイン語とともに公用語とされている。2006年現在、約66万5800人の話者がバスク地方に居住し、すべてスペイン語またはフランス語とのバイリンガルである。

## 特徴
文章は一般にラテン文字で表記される。音韻論的な特徴としては舌端音と舌尖音の区別があり、文法的な特徴としては能格と絶対格を使用する格の体系であることが挙げられる(能格言語)。語彙にはラテン語・スペイン語起源のものが多く見られる。

### 言語名
「バスク」の名は英語あるいはフランス語の basque の音訳であり、もともとはローマ帝国期に現在のスペインナバラ州やアラゴン州にいたヴァスコン人 (Vascones) の名に由来する。ヴァスコン人とバスク語話者は完全には一致していなかったと考えられているが、中世には Vascones という名称はバスク語を話す人々を指すために使われるようになった。スペイン語における伝統的な呼称 vascuence も「ヴァスコン人の」を意味するラテン語の vasconice に由来する。
バスク語では euskara といい、方言的な変異として euskera, eskuara, üskara, auskera などがある。この語と対比させて用いられる語に erdara（あるいは erdera ）というものがある。「外国語」という意味で、かつては特にスペイン語またはフランス語を指して用いられたものだが、これは語源的に erdi「半分」と era「やり方」に分けられ、「舌足らずな話し方／不完全な言葉」という意味であったと考えられている。euskara の eusk- の方の意味ははっきりしていないが、ローマ帝国時代のアキテーヌにいたアウスキ人（羅：Ausci）に由来するという説や、「話す」という意味の動詞の再建形 *enau(t)s-
に関係するという説がある。

## 方言と標準バスク語
| ビスカヤ方言 ギプスコア方言 高ナファロア方言 低ナファロア方言 | ラプルディ方言 スベロア方言 †エロンカリ方言 色の薄くなっているところは19世紀の使用域 |

| 西部方言 中央方言 ナファロア方言 | ナファロア＝ラプルディ方言 スベロア方言 19世紀のバスク語使用域 |

バスク語の方言

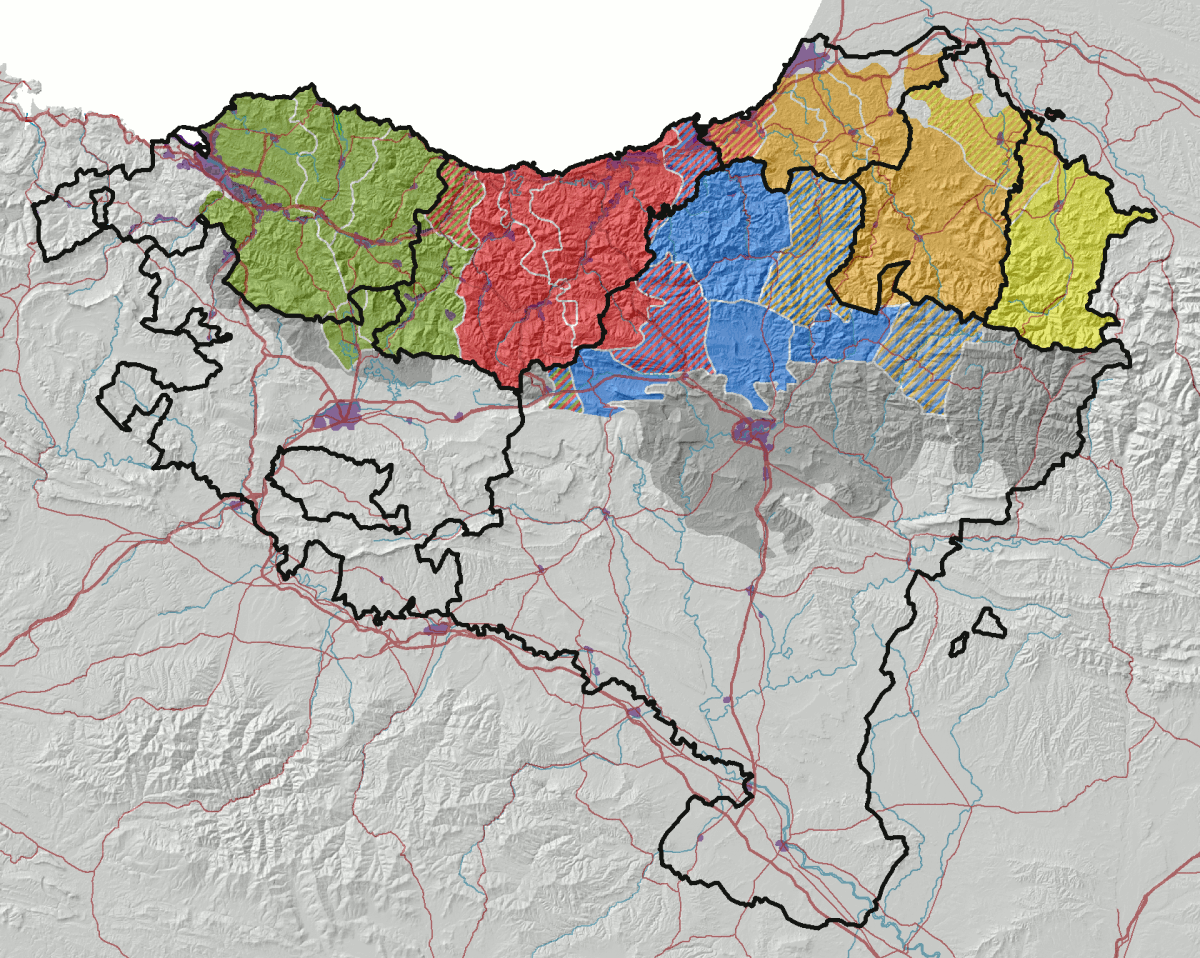
コルド・スアソによる現代バスク語諸方言の分類

方言は音韻・形態・語彙の地域的な変異が比較的大きく「村ごとに異なる」ともいわれる。伝統的には六つから九つに分類されてきた。
- ビスカヤ方言
- ギプスコア方言（英語版）
- 高ナファロア方言（英語版）（北・南）
- 低ナファロア方言（英語版）（東・西）
- ラプルディ方言（英語版）
- スベロア方言（英語版）（スベロア方言・†エロンカリ方言）

1998年にはバスク語学者のコルド・スアソによって再分類された。彼はいくつかの方言の呼称を改めたほか、低ナファロア方言とラプルディ方言を一つのグループにまとめ、エロンカリ方言と†サライツ方言（死語）を東部ナファロア方言として区別した。彼の分類によれば現在話されている方言は5方言に分けられる。
ビスカヤ方言
ビスカヤ県中・東部、アラバ県北部、ギプスコア県南西部で話されている。スアソは西部方言と呼び、4変種を区別している。
ギプスコア方言
ギプスコア県とナバラ州バサブルア周辺で話されている。スアソは中央方言と呼び、4変種を区別している。
高ナファロア方言
ナバラ州中北部と同州サカナ周辺で話されている。スアソはナファロア方言と呼び、7変種を区別している。
低ナファロア方言
バス＝ナヴァールで話されている。スアソはラプルディ方言とともにナファロア＝ラプルディ方言と呼んで5変種を区別している。そのうち二つが低ナファロア方言に該当する。アミクセ方言はガスコーニュ語の強い影響を受けており、マルコム・ロス（Malcolm Ross）がメタティピーの例として取りあげている。
ラプルディ方言
ラブールで話されている。スアソのナファロア＝ラプルディ方言のうち3変種がこれに該当する。
スベロア方言
スールで話されている。ベアルン語の影響を受けている。

### 標準バスク語
20世紀になってバスク語アカデミーによって標準語として制定された標準バスク語（Standard Basque）が、広く定着している。

## 歴史

イベリア半島周辺の言語分布の変遷
バスク語

バスク語は現存するどの言語とも系統関係が立証されていない孤立した言語であり、西ヨーロッパで唯一生き残ったインド＝ヨーロッパ語族以前の言語（先印欧語）である。
紀元前58年に始まるガリア戦争以前から、現在のフランスアキテーヌ地域圏南部（当時のアクイタニア）にはアクイタニア人が住んでいた。彼らの話していたアクイタニア語はバスク語の祖先かその近縁の言語である。同時代のイベリア半島で話されていた言語にはバスク語の祖先に当たるものは発見されていないが、ヴァスコン人など現在のバスク地方南部に住んでいた民族の一部がアクイタニア語を話していた可能性がある。アクイタニア語の南限については議論があり、現在のラ・リオハ州カラオラ辺りとする説やアラゴン州一帯とする説がある。
アクイタニア語はおそらくアクイタニアの多くの地域で早い時期に話されなくなったが、南西部では使われ続けた。ピレネー南部ではバスク地方全域に広がり、4世紀以降にはラ・リオハやブルゴス県付近にまで分布していたことが当時の地名から確認できる。
アクイタニア語を除けば、バスク語の使用を示す最古の文献は中世初期の碑文や写本である。バスク州ビスカヤ県エロリオにあるアルギニェタ墓地の墓石にはバスク語の名前が刻まれている。この碑文は883年のものとされている。また、ラ・リオハのサン・ミジャン修道院で見付かったラテン語の写本に付された注釈にはバスク語が用いられている。これはエミリアヌス注釈と呼ばれ、普通950年頃のものと考えられている。
10世紀以降、バスク語の人名や地名を記した文献が多く見られるようになる。おもに相続・寄付・納税などに関するラテン語の文書で、初期のものはアラバ県、ラ・リオハ、ブルゴス県で発見されたものが多い。また、ギプスコア県のオジャサバル修道院の遺贈に関する文書は1055年のもので、遺産の範囲に関する重要な語句がバスク語で書かれている。このような文書はとても珍しいものである。

## 系統
バスク語と系統関係のあることが幅広く支持されている言語は、消滅したアクイタニア語だけである。
長期にわたって真剣に検討された仮説には以下のものがあるが、いずれもバスク語学者の支持を得ることはなく、反駁されている。
1. アフリカの言語、特にアフロ・アジア語族（ベルベル語など）と同系である。
2. ヨーロッパ諸言語の基層語がバスク語である。
3. インド＝ヨーロッパ語族である。
4. イベリア語がバスク語の祖先である。
5. コーカサス諸語と同系である。

### アフリカの言語
アフリカの言語のうち、ベルベル語など北アフリカで話されているものとバスク語の系統関係を提案する説は19世紀後半から見られる。ガーベレンツやシューハルトに始まり、オーストリアの言語学者ムカロフスキーが同系語を確定する試みを数点出版した。しかし、借用語・新語・存在しない語・幼児語・擬音語や、ベルベル語の一部でしか使われていない語を比較に用いる彼の手法は批判されており、この仮説を支持していないバスク語学者が多い:361ff.。

### ヨーロッパの基層語
バスク語をヨーロッパ諸言語の基層言語と関連づける考え方はフープシュミートに見られる。彼は印欧語族以前のヨーロッパの言語としてヨーロッパ＝アフリカ語族とヒスパニア＝コーカサス語族を想定し、バスク語はその名残であるとしたが、内的再建によって明らかになったバスク語の音変化と整合しない部分があり、問題がある。また近年ではフェネマンがヨーロッパの河川名に基づいてバスク語をヨーロッパ諸言語の基層言語として提案した。（バスコン基層語説を参照。）これもフープシュミートに対する批判と同様の観点から退けるバスク語学者が多い。

### イベリア語

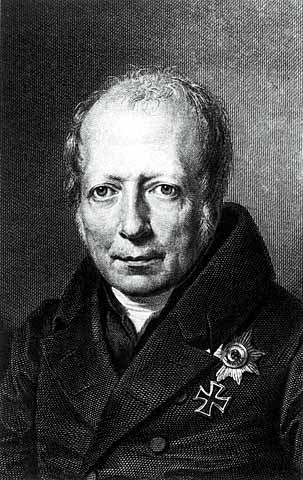
フンボルト

イベリア語は、イベリア半島東部・南東部を中心とした地域で使われていた言語で、紀元前6世紀から前1世紀にかけての金石文に記録が残っている。その大部分は独自のイベリア文字で書かれており、20世紀半ば、マヌエル・ゴメス＝モレノ (Manuel Gómez-Moreno) によって初めて完全に解読された:378, 380。
イベリア語とバスク語の系統関係を最初に明確に提案したのは、マヌエル・ララメンディ (Manuel Larramendi) である。彼は、1728年の La antigüedad y universalidad del Bascuenze en España で、イベリア語はバスク語の祖先であると主張した。この提案はパブロ・ペドロ・アスタルロア (Pablo Pedro Astarloa)、次いでヴィルヘルム・フォン・フンボルトに受け継がれた（Prüfung der Untersuchungen über die Urbewohner Hispaniens vermittelst der Vaskischen Sprache, 1821年）:379。
この時点では、イベリア語の解読はほとんど進んでいなかったので、バスク語とイベリア語の系統関係が具体的に検討されることはなかった。1893年にエミール・ヒュブナー (Emil Hübner) が既知のイベリア語文献を公刊したことで解読は少しずつ進み始めた。フーゴ・シューハルトは1908年の Die iberische Deklination でイベリア語の格変化を再構成し、バスク語の格変化と比較し、対応関係を見出した。しかし、このシューハルトの主張はいくつかの理由から否定されている:379f.。
20世紀前半にはゲルハルト・ベーア (Gerhard Bähr) がバスク語とイベリア語の系統関係を支持する証拠はほとんど無いという否定的な見解を示す一方、イベリア語の解読に精力的に取り組んだピオ・ベルトラン (Pío Beltrán) はこの仮説を支持した。

### コーカサス諸語
イベリア半島から遠く離れたカフカス山脈付近のカフカス諸語とバスク語と同語族を構成するという説がある。古くコーカサスはギリシャ・ローマ人より「イベリア」と呼ばれており、ここからスペインに移住した民族がバスク人の祖となり、イベリア半島の呼称もそこから来ているという説である。
さらに大規模には、シナ・チベット語族、ブルシャスキー語、デネ・エニセイ語族等も含めたデネ・コーカサス大語族仮説も存在する。

## 音素
母音 / a i u e o / と、二重母音 / ai ei oi ui au eu / は多くの方言に存在する。これらの二重母音は、音声上は母音連続と区別されないが、音韻上は常に一つの音節として振る舞う。消滅したエロンカリ方言には対応する五つの鼻母音があった。またスベロア方言にはこの他に円唇前舌狭母音 /y/ と対応する六つの鼻母音がある。鼻母音の二重母音は / ãu ẽi ãi õi / がエロンカリ方言に見られたが、スベロア方言には無い。
無気無声破裂音 / p t k / は全ての方言にある。これに加えて無声硬口蓋破裂音 [c] が、西部では /t/ の異音、東部では独立の音素として存在する。北部には有気無声破裂音 / pʰ tʰ kʰ / もある。
有声破裂音 / b d g / は全ての方言にある。音声上は対応する有声摩擦音や接近音となることが多い。有声硬口蓋破裂音 /ɟ/ を持つ方言が少しだけある。鼻音 / m n ɲ / は全ての方言にある。
歴史的には全ての方言に3種類の無声摩擦音が存在する。無声舌端歯茎摩擦音 /s̻/、無声舌尖歯茎摩擦音 /s̺/、無声歯茎硬口蓋摩擦音 /ɕ/ である。また、これらに対応する破擦音 /ts̻ ts̺ tɕ/ もある。フランス方言では /s̺ ts̺/ は無声舌尖後部歯茎音 [ʃ̺ tʃ̺] で発音される。/ɕ tɕ/ はしばしば /ʃ tʃ/ とも書かれる。西部では近年、舌尖／舌端の区別が失われている。この他に /f/ が多くの方言に見られる。ビスカヤ方言には有声舌端破裂音が、スベロア方言には有声舌尖破裂音が存在する。北部には /h/ もある。
ギプスコア方言やナファロア方言には次のような音素が見られる。
この他に、スベロア方言には有気閉鎖音、有声摩擦音、声門摩擦音、前舌円唇母音がある。

### 主な音韻交替

#### 母音
低母音 /a/ の同化 (a→e / V[+high]C0__)
低母音 /a/ が高母音 /i, u/ を含む音節の後で /e/ と交替する。ビスカヤで話されている全ての方言と、ギプスコア方言・ナファロア方言の多くに見られる。
- gizon=a「男（単数）」→lagun=e「仲間（単数）」
- gizon bat「ある男」→lagun bet「ある仲間」
- joan da「行った」→etorri de「来た」
- dute-la「彼らがそれを持っている（補文）」→dugu-le「私達がそれを持っている（補文）」

中母音 /e, o/ の上昇 ([−low]→[+high] / __V)
中母音 /e, o/ が他の母音の前で高母音 /i, u/ と交替する。共通バスク語を除くほとんど全ての方言で観察できる。ゲルニカの方言やナファロア方言・ラプルディ方言の一部では /e/ だけが高母音化し、/o/ はしない。/o/ だけが高母音化する方言は見つかっていない。
- etxe「家」→etxi-ak「家（複数）」、etxi=en「家（複数）の」、etxi=on「この家（複数）の」
- kale「街」→kali-ak「街（複数）」、kali=en「街（複数）の」、kali=on「この街（複数）の」
- baso「森」→basu-ak「森（複数）」、basu=en「森（複数）の」、basu=on「この森（複数）の」
- itaso「海」→itsasu-ak「海（複数）」、itsasu=en「海（複数）の」、itsasu=on「この海（複数）の」

子音／半母音の挿入
高母音の後に半母音や子音が挿入される。
語幹末の低母音 /a/ の削除／上昇
語幹末の /a/ が母音始まりの接辞の前で削除される。または /i, e/ と交替する。

## 表記

### 文字
バスク語は普通ラテン文字で表記される。共通バスク語の正書法では、スペイン語アルファベットと同じく、基本字26文字に Ñ を加えた27文字が用いられる。このうち C, Q, V, W, Y の5文字は外来語の表記にのみ用いられる。この他 Ç が外来語の表記のために、Ü がスベロア方言の表記のために用いられる。

### 綴りと発音
バスク語の綴り字法は原則として表音主義的であり、綴りと発音の対応関係は比較的分かりやすいものである。統一バスク語の綴り字とその一般的な発音を表に示す。
| 綴り字           | 発音 (IPA)   | 発音の仕方                                                          | 語例                                        |
| ---------------- | ------------ | ------------------------------------------------------------------- | ------------------------------------------- |
| a                | [a]          | 日本語のアよりやや前寄り                                            | ama [ama]「母」                             |
| 母音間の b       | [β]          |                                                                     | labe [laβe]「オーブン」                     |
| それ以外の b     | [b]          | 日本語のバ行子音                                                    | enbor [embor]「丸太」                       |
| 母音間の d       | [ð]          | 有声歯摩擦音 舌尖と歯の裏による有声の摩擦音                         | idi [iði]「雄牛」                           |
| それ以外の d     | [d]          | 日本語のダ、デ、ドの子音                                            | dike [dike]「堤防」                         |
| dd               | [ʝ]~[ɟ]      | 有声硬口蓋摩擦音または破裂音                                        | onddo [onʝo]~[onɟo]「きのこ」               |
| e                | [e]          | 日本語のエよりやや前寄り                                            | eme [eme]「雌」                             |
| f                | [f]          | 英語の /f/                                                          | kafe [kafe]「コーヒー」                     |
| 母音間の g       | [ɣ]          | 有声軟口蓋摩擦音 日本語のガ行子音と同じ位置の有声摩擦音             | lege [leɣe]「法律」                         |
| それ以外の g     | [g]          | 日本語のガ行子音                                                    | gamelu [gamelu]「ラクダ」                   |
| h                | [ ]          | 発音しない                                                          | aho [ao]「口」                              |
| h                | [h]          | （北東部の方言話者）英語の /h/                                      | aho [aho]（同上）                           |
| 単母音の i       | [i]          | 日本語のイ                                                          | mami [mami]「パンの身」                     |
| 二重母音の i     | [j]          | 日本語のヤ行子音                                                    | amai [amaj]「終わり」                       |
| j                | [x]          | （西部方言の話者）奥寄りの無声軟口蓋摩擦音                          | jaboi [xaβoj]「石鹸」                       |
| j                | [j̝]~[ʝ]~[ɟ]  |                                                                     | jaboi [j̝aβoj]~[ʝaβoj]~[ɟaβoj]（同上）       |
| k                | [k]          | 日本語のカ行子音                                                    | kamino [kamino]「道路」                     |
| l                | [l]          | 英語の /l/ より前寄り                                               | lagun [laɣun]「友人」                       |
| i の後ろの l     | [l]~[ʎ]      | 上または下のどちらかで発音される                                    | mutil [mutil]~[mutiʎ]「少年」               |
| ll               | [ʎ]          | 硬口蓋側面接近音                                                    | galleta [gaʎeta]「ビスケット」              |
| m                | [m]          | 日本語のマ行子音                                                    | mendi [mendi]「山」                         |
| 母音の前の n     | [n]          | 日本語のナ行子音                                                    | nini [nini]「瞳」                           |
| 子音の前の n     | 同器官の鼻音 | 日本語のン                                                          | kanpo [kampo]「野外」 banku [baŋku]「銀行」 |
| ñ                | [ɲ]          | 硬口蓋鼻音 舌先を下の歯の裏につけて n の発音をする ニャ行子音に近い | andereño [andeɾeɲo]「小学校の女の先生」     |
| o                | [o]          | 日本語のオよりやや丸めが強い                                        | oro [oɾo]「全ての」                         |
| p                | [p]          | 日本語のパ行子音                                                    | pago [paɣo]「ブナノキ」                     |
| 母音間の r       | [ɾ]          | 日本語の語中のラ行子音                                              | aro [aɾo]「時代」                           |
| それ以外の r     | [r]          | 巻き舌の r                                                          | erdi [erdi]「半分」                         |
| rr               | [r]          | 巻き舌の r                                                          | errege [ereɣe]「王」                        |
| s                | [s̺]          | 舌尖音の s 舌尖を歯茎に付けて s を発音する                          | soka [s̺oka]「ロープ」                       |
| 有声子音の前の s | [z̺]          | 上の音の有声音                                                      | esne [ez̺ne]「牛乳」                         |
| t                | [t]          | 日本語のタ、テ、トの子音                                            | tabako [taβako]「タバコ」                   |
| ts               | [ʦ̺]          | 舌尖音の無声歯茎破擦音 舌尖を歯茎に付けて発音する日本語のツの子音   | atso [aʦ̺o]「老女」                          |
| tt               | [c]          | 無声硬口蓋破裂音                                                    | ttipi [cipi]「小さな」                      |
| tx               | [tɕ]         | 日本語のチの子音                                                    | etxe [etɕe]「家」                           |
| tz               | [ts]         | 日本語のツの子音                                                    | atzo [aʦo]「昨日」                          |
| 単母音の u       | [u]          | 英語の /u/ よりやや広め                                             | ume [ume]「赤ん坊」                         |
| 二重母音の u     | [w]          | 英語の /w/                                                          | lau [law]「四」                             |
| x                | [ɕ]          | 日本語のシの子音                                                    | xanpu [ɕampu]「シャンプー」                 |
| z                | [s]          | 日本語のサ、ス、セ、ソの子音                                        | zopa [sopa]「スープ」                       |
| 有声子音の前の z | [z]          | 日本語の語中のザ、ズ、ゼ、ゾの子音                                  | elizgizon [elizgison]「神父」               |

## 文法

### 名詞句
名詞句の構造は次のようになっている。
修飾句 + 限定詞1 + 名詞 + 形容詞 + 限定詞2 + 格標識
名詞句には必ずしも名詞が含まれなくてもよい。しかし限定詞は極少数の例外をのぞき必須である。修飾句と形容詞は複数回用いることができる。

#### 限定詞
限定詞には次のような語が含まれる。
限定詞1
- bat「一」以外の数詞
- 量化詞の一部（hanitz「多くの」、zenbat「どのくらいの」など）
- 不定限定詞の一部（zenbait「いくつかの」、zein「どの」など）

限定詞2
- 定冠詞と不定冠詞
- 指示詞
- 数詞の bat「一」
- 量化詞の一部（asko「多くの」など）
- 不定限定詞の一部（batzu「いくつかの」など）
- 部分冠詞

定冠詞と指示詞にのみ数（単数と複数）の区別がある。
限定詞は「数詞＋定冠詞」の場合のみ二つ用いることが可能である。

### 格
- 格は名詞句に接尾辞をつけることで標示される。
- 能格 - 絶対格型の体系である。
- 文法関係を示す絶対格／能格／与格のほか、前置詞的な格や位置を表す格など14あまりの格が存在する。

### 人称
- 二人称には普通形 zu（単数）/ zuek（複数）と親称形 hi の区別があり、動詞の活用において異なる振る舞いをする。親称には単数形しか無い。
- 親称は使われる範囲がきわめて限られている。主に兄弟姉妹に対してか、同性同年代の親しい友人に対して用いられる。
- 一部の方言を除いて三人称代名詞を欠いている。

### 動詞
- 動詞は絶対格項／能格項／与格項の人称と数などによって活用する。
- 聞き手が親称の hi かどうかを動詞に標示する「聞き手活用」と呼ばれる語形変化がある。
- 動詞一語からなる単純型の活用と、分詞と助動詞からなる複合型の活用がある。
- 単純型の活用ができる動詞は十指に満たない。ほとんどの動詞には分詞しかなく、複合型の活用をする。
- 単純型では現在形、過去形、仮定形、命令形がある。
- 分詞には完了分詞、未完了分詞、前望分詞、語根がある。

## 例文
能格の例：Mendiak mendia behar ez du, baina gizonak gizona bai. 山は山を求めないが、人は人を求める。(ことわざ)
mendiak, gizonakのように-kのついたものが能格であり、つかないものが絶対格である。

## バスク語学習の神話
バスク語は、他の欧米言語との共通点の少なさゆえに印欧系言語話者には習得が難しいとされる。
司馬遼太郎は、紀行文集『街道をゆく』の中で「ローマの神学生のあいだで創られたバスク語学習にちなむ“神話”」として、神からどんな罰を与えられても全くひるまなかった悪魔でさえ、3年間岩牢にこもってバスク語を勉強する罰を課されると神に許しを乞うた、という話を紹介している。
ナバラ州の小咄として「悪魔が7年間バスクに滞在したが、7年かかって覚えたのは『Bai（はい）』と『Ez（いいえ）』だけだった。それすらもバイヨンヌの橋を渡ったら忘れてしまった」、この変形として「バスク人は決して悪魔の誘惑を受けて地獄には落ちない。なぜなら、悪魔はバスク語を話せないからだ。」といったものがある。
フランスのバイヨンヌにあるバスク民族博物館では、「かつて悪魔サタンは日本にいた。それがバスクの土地にやってきたのである」と挿絵入りの歴史が描かれているものが飾られている。同じく印欧系言語話者からみて習得の難しい日本語と重ね合わせている。

## 文献
- 下宮忠雄『バスク語入門 : 言語・民族・文化—知られざるバスクの全貌』大修館書店、1979年。doi:10.11501/12576470。
- 司馬遼太郎 (1999)「バスクとそのひとびと」『街道をゆく 8：南蛮のみち』文藝春秋。
- 城生佰太郎・松崎寛 (1995)『日本語「らしさ」の言語学』講談社。
- ホセ・アスルメンディ: "Die Bedeutung der Sprache in Renaissance und Reformation und die Entstehung der baskischen Literatur im religiösen und politischen Konfliktgebiet zwischen Spanien und Frankreich" In: Wolfgang W. Moelleken (出版社), Peter J. Weber (出版社): Neue Forschungsarbeiten zur Kontaktlinguistik, ボン: Dümmler, 1997. ISBN 978-3537864192
- GB = Hualde & Ortiz de Urbina (eds.) 2003.
- Hualde, José Ignacio & Jon Ortiz de Urbina (eds.) (2003) A grammar of Basque. Berlin/New York: Mouton  de Gruyter.
- Rijk, Rudolf P. G. de (2008) Standard Basque: a progressive grammar. Cambridge, MA. The MIT Press.
- SB = Rijk 2008.
- Trask, R. L. (1997) The history of Basque. London/New York: Routledge.